# Racenaeschna angustistrigis
Racenaeschna angustistrigis – gatunek ważki z rodziny żagnicowatych (Aeshnidae); jedyny przedstawiciel rodzaju Racenaeschna. Występuje w północnej części Ameryki Południowej – jest endemitem regionu Pantepui we wschodniej Wenezueli.